# Bad Company (1931)
Bad Company is een Amerikaanse dramafilm uit 1931 onder regie van Tay Garnett. Destijds werd de film in Nederland uitgebracht onder de titel In slecht gezelschap.

## Verhaal
Helen King staat op het punt te trouwen met Steve Carlyle. Zij en haar familie weten niet dat hij als juridisch adviseur werkt voor de crimineel Goldie Gorio. Steve wil breken met diens misdaadorganisatie, maar zijn schoonvader blijkt een rivaal te zijn van Goldie. Beide partijen zien het huwelijk als een symbool voor het einde van de vijandelijkheden. Steve vervangt Goldie bij een bezoek aan de boot van een rivaal. Hij loopt er in een hinderlaag en wordt bijna gedood met een machinegeweer. Helen zweert dat ze zich zal wreken op Goldie.

## Rolverdeling
| Acteur            | Personage     |
| ----------------- | ------------- |
| Helen Twelvetrees | Helen King    |
| Ricardo Cortez    | Goldie Gorio  |
| John Garrick      | Steve Carlyle |
| Paul Hurst        | Butler        |
| Frank Conroy      | Markham King  |
| Harry Carey       | McBaine       |
| Frank McHugh      | Doc           |
| Kenneth Thomson   | Barnes        |
| Arthur Stone      | Dummy         |
| Emma Dunn         | Emma          |
| William V. Mong   | Henry         |
| Edgar Kennedy     | Buffington    |